# Анин, Роман Александрович
Рома́н Алекса́ндрович А́нин (род. 16 декабря 1986, Комрат, Молдавская ССР) — российский журналист-расследователь и медиаменеджер. Сооснователь, издатель и бывший главный редактор издания «Важные истории». Бывший корреспондент отдела расследований «Новой газеты».

## Биография
Родился 16 декабря 1986 года в Комрате Молдавской ССР.
В юности планировал сделать карьеру профессионального футболиста, но не смог, исходя из чего в 17-летнем возрасте принял решение стать журналистом. В 2004 году переехал в Москву, продолжал заниматься футболом, в 2005 году поступил на факультет журналистики МГУ им. М. В. Ломоносова.
Окончил факультет журналистики МГУ в 2010 году. С 2011 по 2012 год играл в футбол в составе любительской лиги «Журфак».
Во время учёбы в университете начал публиковаться в «Новой газете». С апреля 2006 года по 2009 год был корреспондентом отдела спорта, с 2009 года — корреспондент отдела расследований. Ушел из «Новой газеты» в конце 2018 года.
В 2020 году стал сооснователем издания «Важные истории». С момента запуска является его издателем, а также до 2024 года был главным редактором.
В апреле 2021 года Романа Анина привлекли к допросу в Следственном комитете РФ в качестве свидетеля по делу о вмешательстве в частную жизнь бывшей жены главы Роснефти Игоря Сечина, так как он использовал фотографии из её аккаунта в социальной сети Instagram в расследовании, которое было выпущено в 2016 году в «Новой газете»).
20 августа 2021 года Минюст России внёс в реестр СМИ — «иностранных агентов» Романа Анина, а также юридическое лицо Istories fonds, зарегистрированное в Латвии и издающее «Важные истории», и пятерых журналистов издания. Как отмечает «Новая газета», за день до признания «иностранным агентом» Telegram заблокировал аккаунт Анина.

## Награды
В 2012 году, будучи специальным корреспондентом отдела расследований «Новой газеты», стал лауреатом Премии имени Юлиана Семёнова в области экстремальной геополитической журналистики за 2011 год, вручаемой Союзом журналистов Москвы. В 2012 году получил премию Артёма Боровика в номинации «Печать» за серию статей-расследований.
В 2013 стал победителем международного конкурса журналистов имени Найтов (англ. Knight International Journalism Award) фонда Найтов, проводимого Международным центром для журналистов (ICFJ).

Роман Анин, репортёр российской ежедневной «Новой газеты», продемонстрировал, как российские компании и чиновники создали культуру коррупции, которая выходит далеко за пределы границ страны.— пресс-релиз ICFJ
В апреле 2017 года в составе Международного консорциума журналистов-расследователей вместе с 300 другими журналистами получил Пулитцеровскую премию в номинации за объяснительную журналистику за расследование по «панамскому архиву».
В феврале 2018 года вместе с Олесей Шмагун получил премию «Редколлегия» за статью «Сынки отечества» в «Новой газете» о непотизме в российской армии.
В июне 2021 года совместно с Алесей Мароховской, Ириной Долининой, Романом Шлейновым, Олесей Шмагун, Соней Савиной, Микой Великовским был награждён премией Европейской прессы за расследование «Кирилл и Катя: любовь, разлука, офшоры и неограниченный ресурс. История самой тайной пары России» в номинации «Расследования».